# Sint-Jacobikerk (Peine)
De Sint-Jacobikerk (Duits: St.-Jakobi-Kirche) is de lutherse hoofdkerk van de Nedersaksische stad Peine. Het neogotische kerkgebouw werd in de jaren 1896-1899 naar ontwerp van Rudolph Eberhard Hillebrand gebouwd. De rijke beschildering en de fraaie vensters zijn een ontwerp van Alexander Linnemann.

## Geschiedenis
Uiterlijk in het eerste kwart van de 13e eeuw werd een aan Sint-Jacobus gewijde kerk aan het Marktplatz gesticht. Nadat de parochiekerk in 1542 luthers werd, verwoestte een grote stadsbrand de oude kerk in 1557. Bij de wederopbouw van de stad besloot men het marktplein te vergroten, zodat de nieuwe Jacobikerk enige honderden meters zuidoostelijker op de huidige plek werd gebouwd. Met uitsluiting van de toren moest ook dit gebouw al in 1692 weer door nieuwbouw worden vervangen. Deze nieuwbouw werd een eenvoudige barokkerk met tongewelf, die wegens instabiliteit in 1726 veertien steunpijlers kreeg. Deze kerk werd wegens bouwvalligheid, maar ook omdat men een representatiever gebouw wenst, in 1895 gesloopt. De huidige bouw ontstond in de daarop volgende jaren. Op 19 maart 1899 werd de nieuwe kerk plechtig ingewijd. 

## Architectuur
De kerk betreft een van zandsteen opgetrokken gebouw in vroeggotische vormen. Het eenschepige, drie traveeën tellende kerkschip wordt gekruist door een lager dwarsschip. Het koor, met in de muur een rond maaswerkvenster, is even breed als het schip. Aan het koor werd de sacristie  aangebouwd. Allesoverheersend is de hoge vierkante toren. De toren draagt vier gevels met daartussen op alle vier de hoeken spitsen en een dak in de vorm van een kruis met daarop een hoge slanke dakruiter. Vier lagere, romaans aandoende trappentorens flankeren de toren en het koor.

## Interieur
Bij het binnentreden van de kerk valt als eerste onmiddellijk de kleuren- en beeldenrijkdom op. De muurschilderijen werden in 1937 en 1962 overgekalkt, maar in de jaren 1992-1994 geheel conform de oorspronkelijke staat gereproduceerd. Bijbelse taferelen worden met florale en gobelinachtige ornamentvelden en spreuklinten gecombineerd. Het altaarretabel en de kansel zijn van lichte zandsteen en rijk van beelden en pinakels voorzien. Uit de oude voorgangerkerk stammen het bronzen doopvont uit 1561 en een aantal grafmonumenten, waaronder het grote renaissance-epitaaf van Curt von Schwicheldt uit 1575. Het orgel werd gebouwd door Emil Hammer Orgelbau uit Hannover en in 1963 geïnstalleerd.

## Afbeeldingen

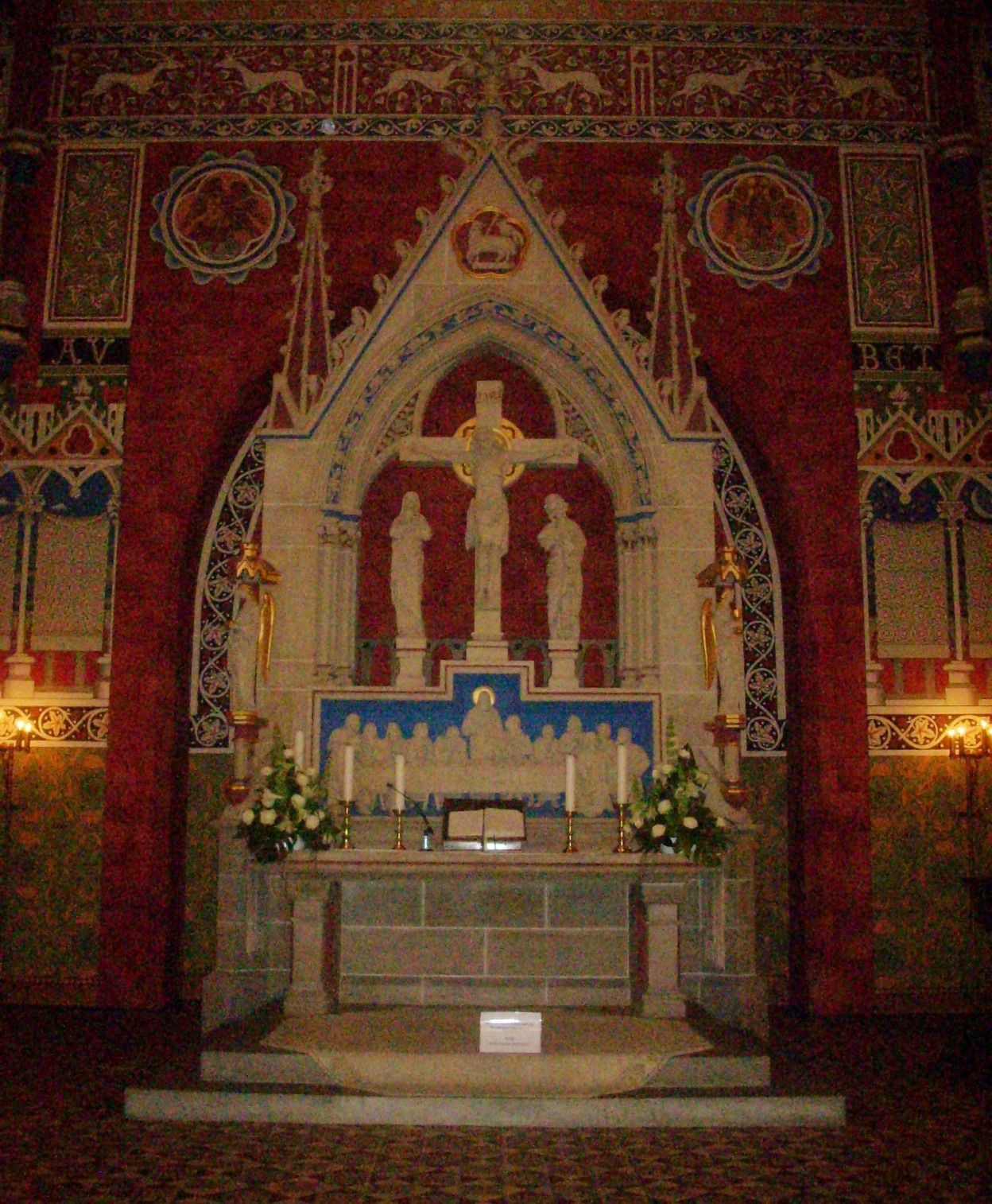
Altaar
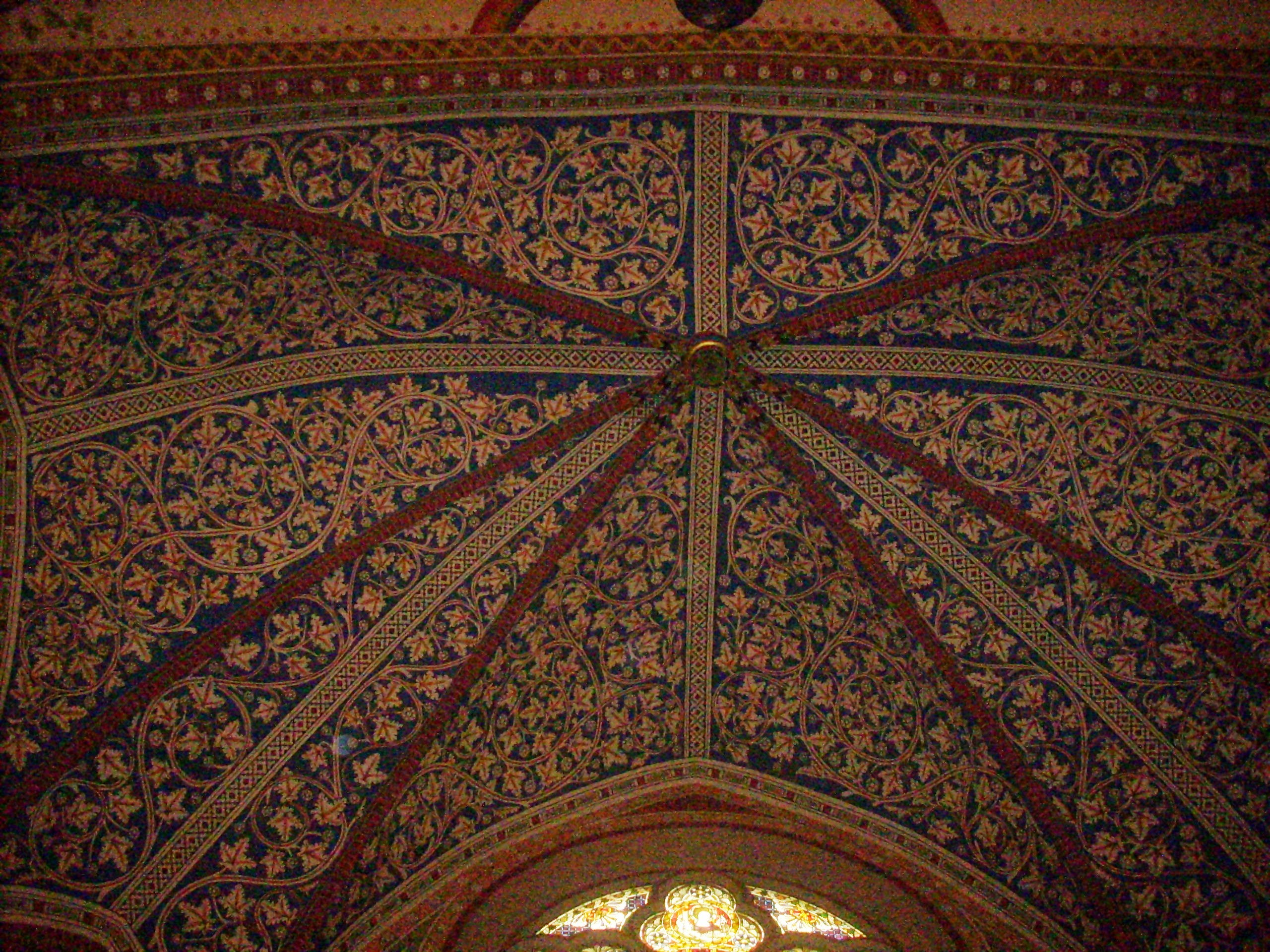
Gewelf met bloemmotieven
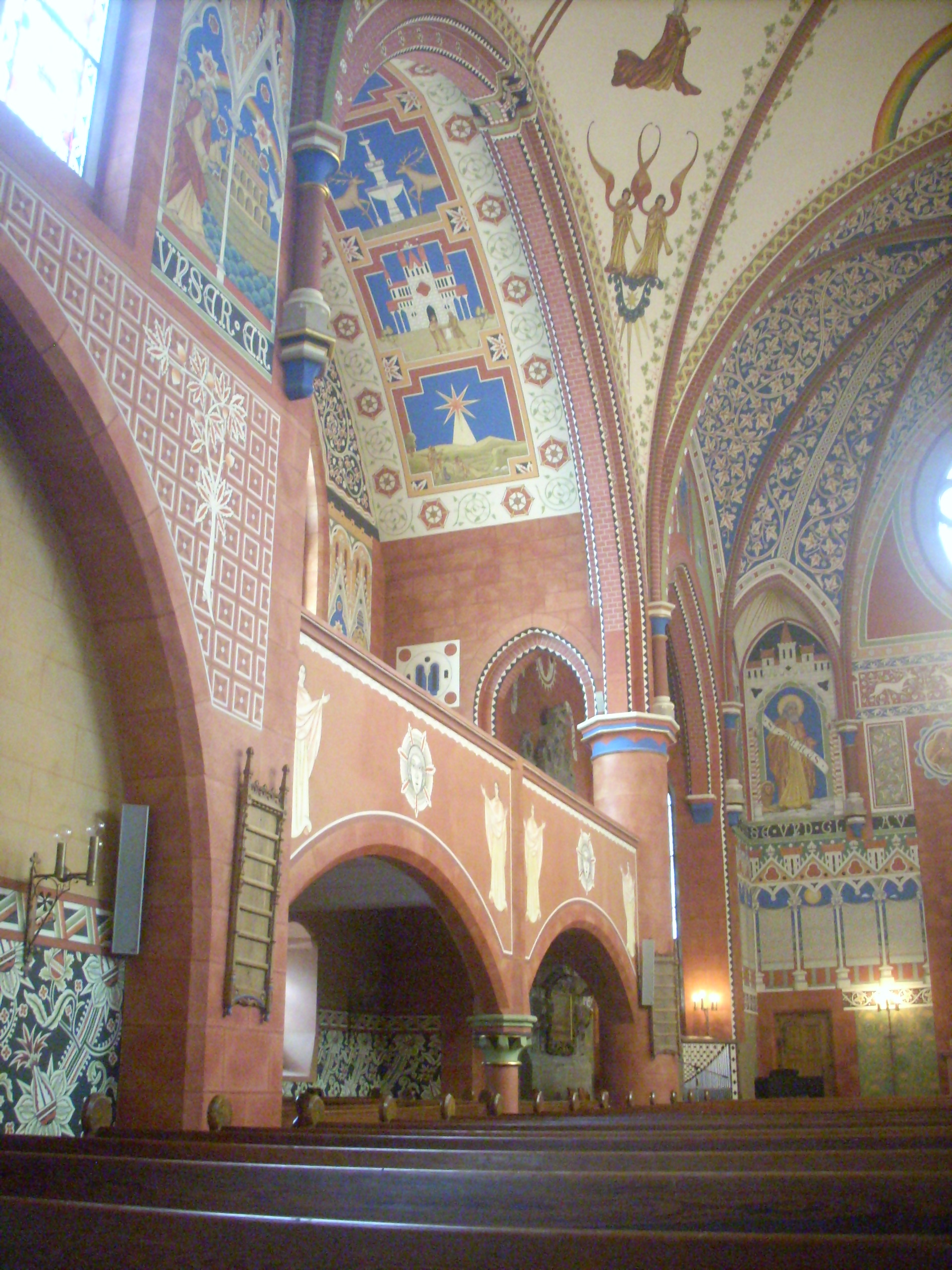
Interieur